# Nomadaptation
nomadaptation este un film românesc din 2015 regizat de Daniel Nicolae Djamo.